# 佟国维
佟國維（穆麟德轉寫：tung guwe wei；1643—1719年），清初政治家、重臣、將領、外戚。本姓佟，為漢化的女真人的後裔，隸漢軍正藍旗，後來康熙帝為生母擡旗，其族人改隸满洲镶黄旗改满姓為佟佳氏。
佟國維為康熙帝舅父兼岳父，其姐是康熙帝生母孝康章皇后，兄為另一重臣佟國綱。他也是康熙帝孝懿仁皇后、愨惠皇貴妃和雍正朝重臣隆科多的父親。因親戚關係，加上其家族出了2名皇后，故頗受康熙帝信任和重用，一時權傾朝野，其家族有「佟半朝」之稱。

## 生平
佟國維是清初重臣佟圖賴之子。順治年間，佟國維任一等侍衛。康熙九年，任內大臣，十二年後晉升領侍衛內大臣、議政大臣。康熙二十八年（1689年），封一等公。翌年出征噶爾丹，其兄佟國綱陣亡。康熙三十五年及三十六年，先後兩次隨康熙征伐噶爾丹，獲得勝利。四十三年，佟國維因年老而退任。卒於康熙五十八年。雍正元年（1723年），追授太傅，諡端純。

## 家庭

### 父
- 佟图賴：清初功臣。

### 兄姊
- 佟國綱：清朝將領。
- 孝康章皇后：康熙生母。

### 子女
- 叶克书：长子，銮仪使，其子舜安颜
- 德克新：次子，三等侍卫
- 隆科多：三子，為康熙、雍正年間大臣。
- 洪善：四子
- 庆元：五子
- 慶復：六子，為雍正、乾隆年間大臣。
- 庆恒：七子
- 庆泰 （字大来，号云溪），第八子，官护军统领，善诗画，与镶蓝旗奉恩輔國公永璥交友。妻赫舍里氏（父正黄旗满洲、工部尚书赫奕）。
- 孝懿仁皇后：康熙帝第三任皇后。
- 愨惠皇貴妃：康熙帝妃。

## 其他
- 康熙帝:外甥
- 雍正帝:外甥孫

## 延伸阅读
[在维基数据编辑]
 《清史稿·卷294》
 《清史稿·卷287》，出自趙爾巽《清史稿》